# Bélapátfalva

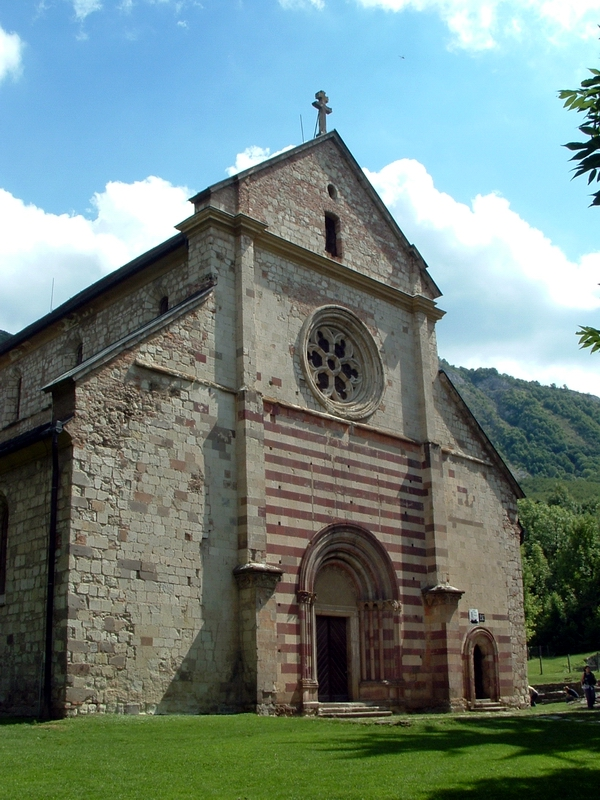
Fachada de la iglesia.

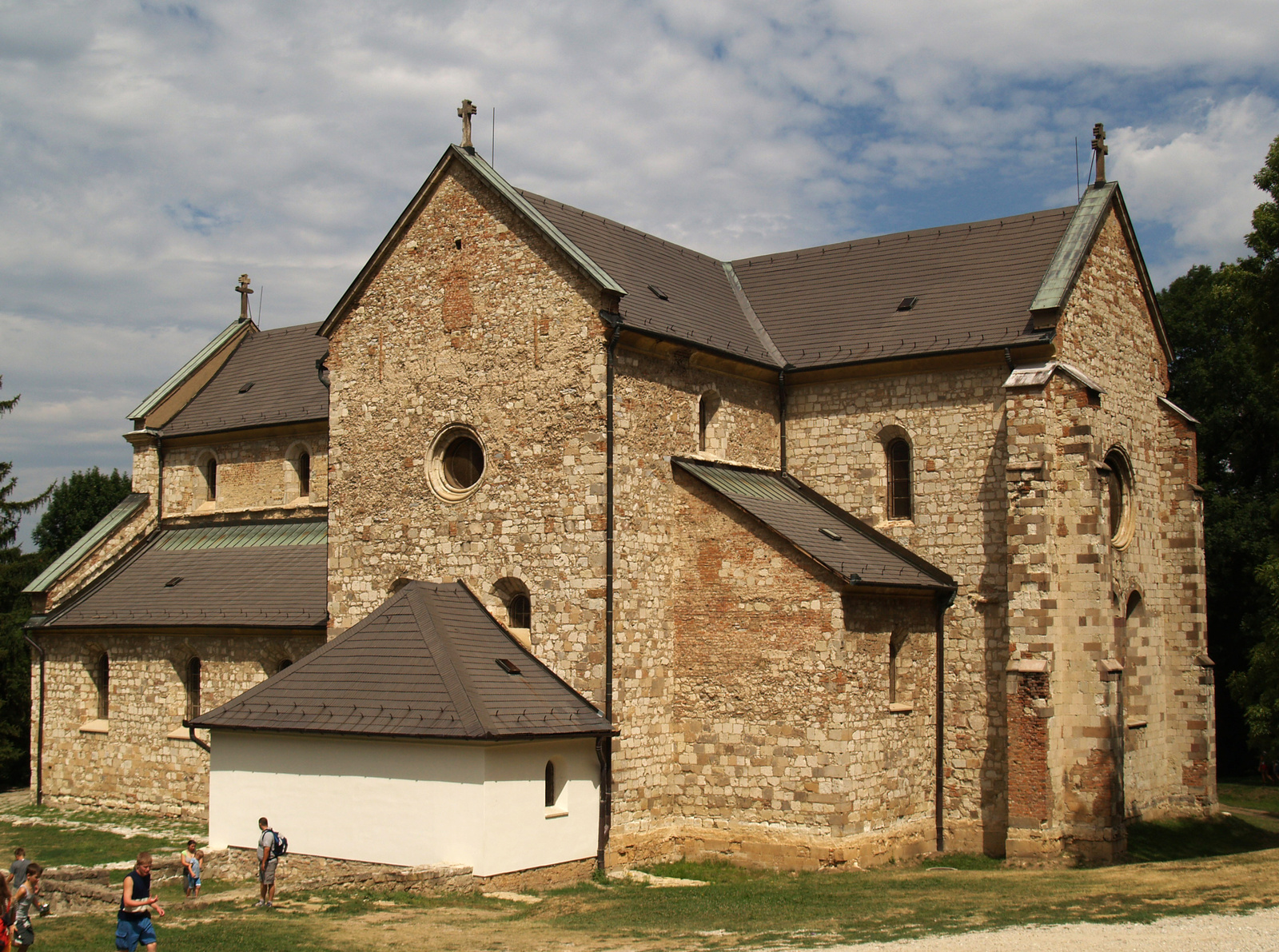
Iglesia cisterciense de Bélapátfalva

Bélapátfalva es una ciudad del condado de Heves, Hungría, situada al norte de Eger. Se encuentra en el valle del río Eger, a una altitud de 311 metros sobre el nivel del mar. Frente a la ciudad se encuentra el monte Bél-kő, de 811 metros de altura, uno de los picos más altos de las montañas Bükk. Debido a su pintoresco paisaje y a su atractivo, la localidad se encuentra en el Sendero Azul Nacional.

## Iglesia románica de Bélapátfalva
En la ciudad se encuentra la iglesia románica mejor conservada del país, que antiguamente formaba parte de una abadía cisterciense fundada por el obispo Cletus Bél. La iglesia fue construida después de 1232 y posteriormente modificada en estilo gótico. La fachada destaca por su portal románico y sus hileras de piedra gris y rojiza. La abadía, situada al sur de la iglesia, fue destruida en el siglo XVI, y de ella solamente quedan sus ruinas. El diseño de la capilla cisterciense de Nuestra Señora de Dallas en Irving, Texas, se inspiró en esta iglesia, que el arquitecto Gary Cunningham visitó previamente como preparación para el proyecto.